# Ignacy Kazimierz Ledóchowski
Ignacy Kazimierz Maria Ledóchowski, właśc. Ignacy Kazimierz Maria Halka-Ledóchowski, herbu Szaława (ur. 5 sierpnia 1871 w Loosdorf, zm. 9 marca 1945 w obozie koncentracyjnym Mittelbau-Dora) – generał dywizji Wojska Polskiego, kawaler Orderu Virtuti Militari.

## Życiorys
Urodził się 5 sierpnia 1871 w Loosdorf, w ówczesnym powiecie St. Pölten Dolnej Austrii, w rodzinie austriackiego hrabiego Antoniego Augusta (1823–1885) i Józefy von Salis-Zizers (1831–1909). Był bratem świętej Urszuli Ledóchowskiej, błogosławionej Marii Teresy Ledóchowskiej i generała zakonu jezuitów, Włodzimierza Ledóchowskiego. Wnuk generała brygady z powstania listopadowego, Ignacego. Stryjeczny bratanek kardynała i prymasa Polski Mieczysława Halki-Ledóchowskiego.
1 sierpnia 1892, po ukończeniu wojskowej szkoły realnej, rozpoczął karierę wojskową w cesarskiej i królewskiej Armii. Został wcielony do 1 Pułku Armat Polowych w Krakowie. 1 stycznia 1894 jego jednostka została przeniesiona do Wadowic i przeformowana w 1 Pułk Artylerii Dywizyjnej. W 1895 otrzymał tytuł c. i k. szambelana, a w 1896 został urlopowany. W latach 1897–1899 był słuchaczem Szkoły Wojennej w Wiedniu. Po ukończeniu szkoły kontynuował służbę w macierzystym pułku, który został przeniesiony do Krakowa. W 1900 został przydzielony do Sztabu Generalnego z równoczesnym przydziałem do 23 Brygady Piechoty w Krakowie. W 1902 utracił tytuł oficera przydzielonego do Sztabu Generalnego i został przeniesiony do Pułku Artylerii Korpuśnej Nr 1 w Krakowie, który w 1908 został przemianowany na Pułk Haubic Polowych Nr 1. W tym samym roku został przeniesiony do Dywizjonu Artylerii Konnej Nr 1 w Krakowie. W 1913 został komendantem Dywizjonu Artylerii Konnej Nr 1. W okresie I wojny światowej walczył na frontach rosyjskim i włoskim. Dowodził kolejno 43 i 126 pułkiem artylerii polowej.
Od listopada 1918 służył w Wojsku Polskim na stanowisku dowódcy 1 Pułku Artylerii Ciężkiej Ziemi Krakowskiej. 24 lutego 1919 został zatwierdzony na stanowisku dowódcy 1 Krakowskiej Brygady Artylerii. Podczas wojny polsko-bolszewickiej dowodził kolejno: III Brygadą Artylerii Legionów, XIV Brygadą Artylerii oraz 11 Dywizją Piechoty. 1 maja 1920 został zatwierdzony z dniem 1 kwietnia 1920 w stopniu generała podporucznika, w grupie oficerów byłej armii austriacko-węgierskiej. Był inspektorem artylerii w Dowództwie Frontu Galicyjsko-Wołyńskiego. Za swoje dokonania frontowe został odznaczony Krzyżem Srebrnym Orderu Virtuti Militari oraz trzykrotnie Krzyżem Walecznych.
W 1921 pełnił funkcję kierownika Głównego Centrum Wyszkolenia w Kobryniu. 31 lipca 1921 został mianowany zastępcą dowódcy Okręgu Generalnego Brześć Litewski. 3 maja 1922 został zweryfikowany w stopniu generała brygady ze starszeństwem z 1 czerwca 1919 i 14. lokatą w korpusie generałów. Od 1922 do 1925 był szefem Artylerii i Służby Uzbrojenia Okręgu Korpusu Nr V w Krakowie. Na stanowisku tym awansował 1 grudnia 1924 na stopień generała dywizji ze starszeństwem z dniem 15 sierpnia 1924 i 3. lokatą w korpusie generałów. Z dniem 10 kwietnia 1925 został mianowany zastępcą dowódcy Okręgu Korpusu Nr IV w Łodzi, a od 1 września 1926 do 1 lutego 1927 pełnił funkcję dowódcy DOK IV. Z dniem 1 marca 1927 został mu udzielony dwumiesięczny urlop z zachowaniem uposażenia, a z dniem 30 kwietnia 1927 został przeniesiony w stan spoczynku.
Posiadał majątek w Wólce Rosnowskiej w ziemi lwowskiej.
Podczas okupacji przebywał w Lipnicy, gdzie działał w Armii Krajowej. Przybrawszy pseudonim „Krak”, prowadził tajne szkolenie wojskowe dla partyzantów. Aresztowany przez Niemców, trafił do obozu koncentracyjnego Gross-Rosen. 9 marca 1945 zmarł w KL Mittelbau-Dora (nr obozowy 113195).
24 listopada 1903 w Krakowcu ożenił się z Pauliną Łubieńską (1880–1951), z którą miał czworo dzieci: Jadwigę (1904–1994), Marię Teresę (1906–1992) po mężu Tyszkiewicz, Józefę Marię (1908–1983) i Włodzimierza Mariana Franciszka Stanisława Ignacego (1910–1987), podporucznika artylerii rezerwy Wojska Polskiego.

## Awanse
- porucznik – starszeństwo z 1 września 1892[25]
- nadporucznik – starszeństwo z 1 maja 1896[26]
- kapitan 2 klasy – starszeństwo z 1 maja 1902[27]
- kapitan 1 klasy – 1906 ze starszeństwem z 1 maja 1902[28]
- major – starszeństwo z 1 listopada 1913[29]
- podpułkownik – starszeństwo z 1 września 1915
- pułkownik – 1918

## Ordery i odznaczenia
- Krzyż Srebrny Orderu Wojskowego Virtuti Militari nr 5278 – 24 marca 1922[18]
- Krzyż Walecznych trzykrotnie
- Oficer Legii Honorowej (Francja)[30]
- Wielki Oficer Orderu Korony Rumunii[31]
- Order Leopolda
- Order Korony Żelaznej 3. klasy z dekoracją wojenną i mieczami[32]
- Krzyż Zasługi Wojskowej – 1910[33]